# Jihomoravský župní přebor 1993/1994
V soubojích 34. ročníku Jihomoravského župního přeboru 1993/94 (jedna ze skupin 5. fotbalové ligy) se utkalo 16 týmů každý s každým dvoukolovým systémem podzim–jaro. Tento ročník začal v srpnu 1993 a skončil v červnu 1994.
Jednalo se o první ročník v rámci České republiky, sestoupilo jen jedno mužstvo. Od této sezony se počet účastníků opět rozrostl na 16 (naposled měl 16 účastníků ještě jako krajský přebor v ročníku 1990/91).

## Nové týmy v sezoně 1993/94
- Z Divize D 1992/93 nesestoupilo do Jihomoravského župního přeboru žádné mužstvo.
- Ze skupin I. A třídy Jihomoravské župy 1992/93 postoupila mužstva SK Bystřice nad Pernštejnem (vítěz skupiny A), FC Miroslav (vítěz skupiny B), RAFK Rajhrad (2. místo ve skupině B) a mimořádně též SK Slavkov u Brna (13. místo ve skupině A), TJ Sokol Bedřichov (11. místo ve skupině B).[1]

## Nejlepší střelec
Nejlepším střelcem se stal Pavel Fila, který Bystrci-Kníničkám pomohl k postupu 23 brankami.

## Konečná tabulka
Zdroje: 
| Poř. | Tým                             | Z  | V  | R  | P  | VG | OG | B  |
| ---- | ------------------------------- | -- | -- | -- | -- | -- | -- | -- |
| 1.   | FC Dosta Bystrc-Kníničky        | 30 | 16 | 11 | 3  | 81 | 39 | 43 |
| 2.   | FC Sparta Brno                  | 30 | 15 | 10 | 5  | 43 | 31 | 40 |
| 3.   | TJ Slavoj Velké Pavlovice       | 30 | 13 | 10 | 7  | 51 | 45 | 36 |
| 4.   | TJ Sokol Bedřichov (N)          | 30 | 14 | 7  | 9  | 54 | 50 | 35 |
| 5.   | SK Šlapanice                    | 30 | 13 | 7  | 10 | 39 | 33 | 33 |
| 6.   | TJ Tatran Bohunice              | 30 | 11 | 10 | 9  | 55 | 40 | 32 |
| 7.   | TJ Baník Zbýšov                 | 30 | 14 | 3  | 13 | 52 | 47 | 31 |
| 8.   | TJ Framoz Rousínov              | 30 | 11 | 9  | 10 | 43 | 44 | 31 |
| 9.   | SK Sokol Lipovec                | 30 | 10 | 11 | 9  | 35 | 39 | 31 |
| 10.  | SK Slavkov u Brna (N)           | 30 | 10 | 8  | 12 | 43 | 49 | 28 |
| 11.  | FC Medlánky                     | 30 | 10 | 5  | 15 | 31 | 39 | 25 |
| 12.  | FC Náměšť nad Oslavou           | 30 | 7  | 11 | 12 | 39 | 49 | 25 |
| 13.  | FC Miroslav (N)                 | 30 | 8  | 8  | 14 | 32 | 50 | 24 |
| 14.  | RAFK Rajhrad (N)                | 30 | 9  | 5  | 16 | 44 | 54 | 23 |
| 15.  | SK Bystřice nad Pernštejnem (N) | 30 | 8  | 7  | 15 | 43 | 55 | 19 |
| 16.  | FC Znojmo                       | 30 | 8  | 4  | 18 | 40 | 61 | 16 |

Poznámky:
- Z = Odehrané zápasy; V = Vítězství; R = Remízy; P = Prohry; VG = Vstřelené góly; OG = Obdržené góly; B = Body; (S) = Mužstvo sestoupivší z vyšší soutěže; (N) = Mužstvo postoupivší z nižší soutěže (nováček)
- Mužstvům SK Bystřice nad Pernštejnem a FC Znojmo byly odečteny 4 body.[4]

|  | Postup do Divize D 1994/95                             |
|  | Sestup do I. A třídy Jihomoravské župy – sk. B 1994/95 |